# Subúrbio Ferroviário
O Subúrbio Ferroviário é a denominação dada ao conjunto de bairros de Salvador onde moram cerca de 286 mil habitantes distribuídos em 22 bairros. É uma região periférica de Salvador conhecida pela linha ferroviária que liga o bairro da Calçada, que fica na Cidade Baixa, até o bairro suburbano de Paripe, que fica na região noroeste de Salvador, conhecida por ser o penúltimo bairro de Salvador nessa região. Tem seus limites no Miolo e na Orla de Salvador.

## Região administrativa
No zoneamento político-administrativo soteropolitano, corresponde a uma das 18 regiões administrativas (RA), a RA XVII, a Região Subúrbios Ferroviários. Localizada no noroeste de Salvador, abrange os bairros desde Plataforma a São Tomé de Paripe e Base Naval. Limita-se também com a Enseada do Cabrito, a Baía de Todos os Santos, a Baía de Aratu e Simões Filho, sem falar das RA III e XVI, respectivamente, Região São Caetano e Região Valéria.
Segundo dados do Instituto Brasileiro de Geografia e Estatística (IBGE) de 2000, a região administrativa compreende 2.684 hectares, onde viviam 245.977 habitantes, com um cenário para 2015 de 308.623 habitantes pelas projeções do plano diretor municipal.

## Segurança
Em 2012 foi apontado pelo jornal Correio que o fraco policiamento na região estava ligado ao aumento da violência. O secretário Maurício Barbosa explicou o motivo do local receber tratamentos desiguais: "Uma coisa é você pensar segurança pública na teoria, outra é a prática. Nós não temos como fator de influência para a questão de lotação policial somente a questão populacional. Temos outras áreas de interesse. Quais são? Econômica, turística, bancária, comercial, e por aí vai (...) A Barra tem mais policial por habitante do que o Subúrbio. Mas deixe de ter um policial na Barra para ver quais são os efeitos negativos com relação à imagem da cidade, a imagem do Estado, a imagem de um setor que traz dividendos ao estado, que é o turismo. Tire um policial da Pituba, que tem uma extensa área na Manoel Dias da Silva, que é área bancária. Aconteceu um assalto a banco no meio da Pituba. Qual a repercussão disso aí? Não estamos lidando apenas com critérios objetivos. A gente tem que parar de levar a discussão para a questão matemática, temos que entender as nuances."
Em 2013, o delegado Nilton Borba, titular da 5ª Delegacia, disse que na localidade do Subúrbio "o que dá dor de cabeça para a polícia são esses traficantes que atuam nas entradas das ruas. Não há um grande traficante, mas vários traficantes que agem nas ruas".
Em uma entrevista para o G1 Bahia em 2015, o ativista Hamilton Borges, da Quilombo X, que promove uma campanha de combate à violência contra a população negra "Reaja ou será morta, reaja ou será morto", disse que os assassinatos na região do subúrbio vão muito além do tráfico de drogas: "Há ali há conglomerados de grupos de extermínio que são tolerados pelos órgãos de segurança pública (...) Sobre isso, o estado tem feito vistas grossas. (...) São jovens entre 14 e 25 anos, de baixa escolaridade, esmagadora maioria negra. O tráfico existe. Agora, tem que se perguntar como as drogas entram. Não há controle das fronteiras, do uso de armas. O que existe é um fracasso da segurança pública. Você não tem esses níveis de crimes nas áreas nobres."
Em 2017 foi divulgado que a facção criminosa BDM (Bonde do Maluco) que exerce controle sobre o tráfico de drogas na Bahia atua na Avenida Suburbana.